# مانويلا آزيفيدو
مانويلا آزيفيدو (بالبرتغالية: Manuela Azevedo‏) هي مغنية برتغالية، ولدت في 5 مايو 1970 في فيلا دو كوندي في البرتغال.

## وصلات خارجية
- مانويلا آزيفيدو على موقع IMDb (الإنجليزية)
- مانويلا آزيفيدو على موقع قاعدة بيانات الفيلم (الإنجليزية)